# Szenna (Somogy vármegye)
Szenna község Somogy vármegyében, a Kaposvári járásban.

## Fekvése
Földrajzilag a Zselic része, Kaposvártól 8 km-re délnyugatra terül el. Területének egy része a Zselici Tájvédelmi Körzethez tartozik.

## Története
A 16. századi oklevelek Zana, illetve Zenna írásmóddal is említik, a kaposvári vár tartozékaként. 1715 körül a terület az Esterházy család birtokába került. A reformáció terjedésével a falu lakosai először evangélikusok voltak, majd csatlakoztak a reformátusokhoz. Első templomuk az 1600-as években épült.
A két világháború között a község gazdagnak számított, de a földterület szűkössége miatt csak intenzív szarvasmarhatartást folytatott, fát árult és fuvarozni járt. Ekkor váltak híressé a Szennán nevelt csikók.

## Közélete

### Polgármesterei
- 1990–1994: Handó János (Fidesz-KDNP)[3]
- 1994–1998: Handó János (Fidesz-KDNP)[4]
- 1998–2002: Handó János (Fidesz-KDNP)[5]
- 2002–2006: Handó János (Fidesz-KDNP)[6]
- 2006–2010: Salamon Gyula (Fidesz-KDNP)[7]
- 2010–2014: Salamon Gyula (Fidesz-KDNP)[8]
- 2014–2018: Salamon Gyula (Fidesz-KDNP)[9]
- 2018–2019: Salamon Gyula (Fidesz-KDNP)[10][11]
- 2019–2024: Salamon Gyula (Fidesz-KDNP)[12]
- 2024– : Dr. Horváth László (független)[1]

A településen 2018. december 2-án időközi polgármester-választást (és képviselő-testületi választást) tartottak, az előző képviselő-testület szeptemberi önfeloszlatása miatt. A választáson a hivatalban lévő polgármester is elindult, és meg is erősítette pozícióját.

## Népesség
A település népességének változása:
| Lakosok száma | 758  | 759  | 772  | 748  | 745  | 734  | 729  |
|               | 2013 | 2014 | 2015 | 2021 | 2022 | 2023 | 2024 |

A 2011-es népszámlálás során a lakosok 67%-a magyarnak, 5% cigánynak, 1,5% németnek mondta magát (32,3% nem nyilatkozott; a kettős identitások miatt a végösszeg nagyobb lehet 100%-nál). A vallási megoszlás a következő volt: római katolikus 30,5%, református 16,6%, evangélikus 1,1%, felekezeten kívüli 9,4% (40,8% nem nyilatkozott).
2022-ben a lakosság 88,5%-a vallotta magát magyarnak, 3,1% cigánynak, 1,2% németnek, 0,4% lengyelnek, 0,1% szlováknak, 3,9% egyéb, nem hazai nemzetiségűnek (11% nem nyilatkozott; a kettős identitások miatt a végösszeg nagyobb lehet 100%-nál). Vallásuk szerint 26,3% volt római katolikus, 16% református, 1,1% evangélikus, 0,3% görög katolikus, 1,7% egyéb keresztény, 0,5% egyéb katolikus, 11,8% felekezeten kívüli (42,1% nem válaszolt).

## Nevezetességei, épületei

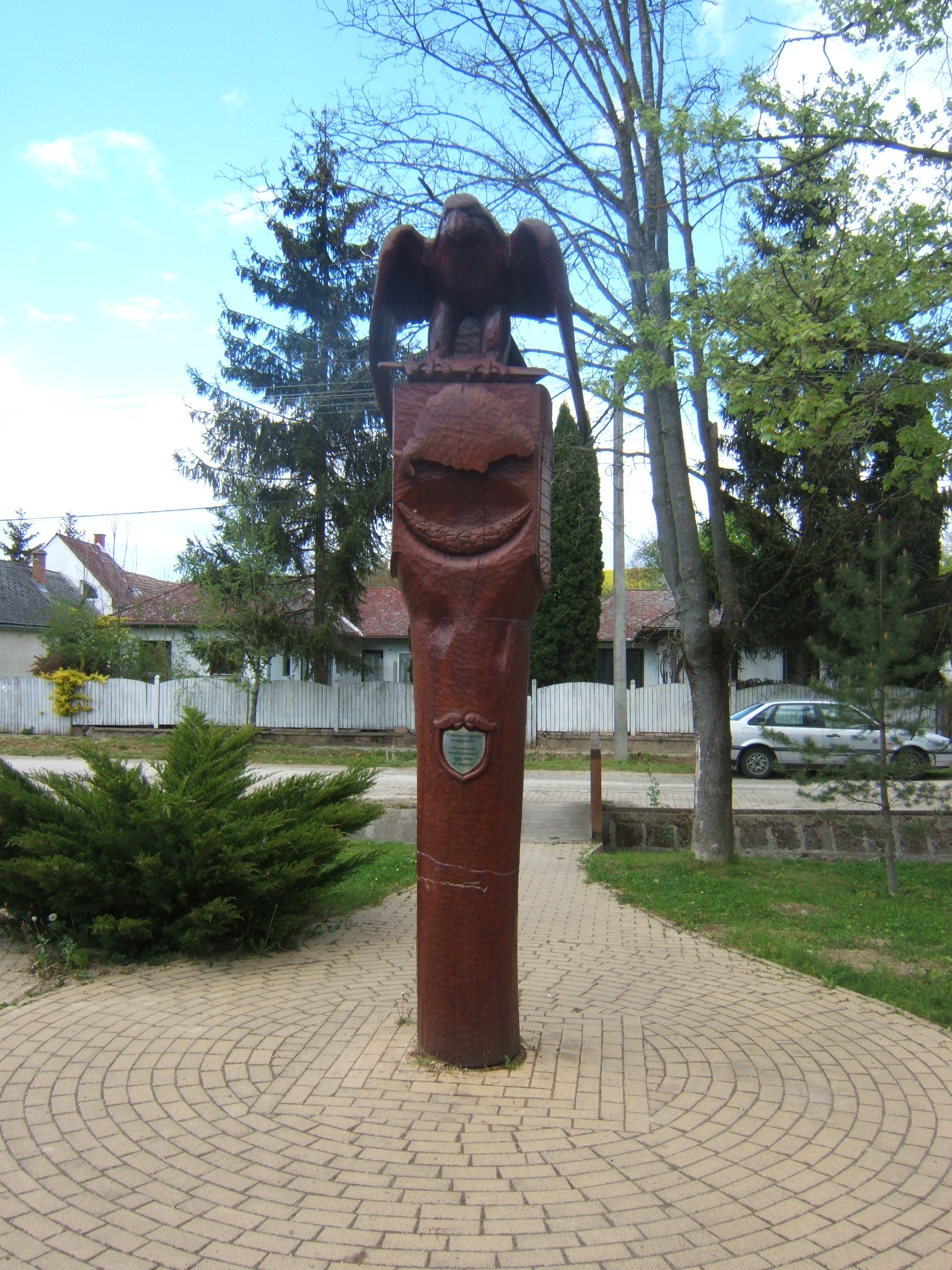
A nemzeti összetartozás emlékműve

A település központjában szabadtéri néprajzi múzeumot állítottak fel, amely skanzen – lévén egy élő falu közepén hozták létre – egyedülálló Magyarországon. 1975-ben elkezdett munkálatai végeztével 1978-ban nyílt meg, azóta fokozatosan bővül. A Szennai Szabadtéri Néprajzi Gyűjtemény 1982-ben Europa Nostra-díjat kapott.
Református templomát a 18. században építettek. Az épület kazettás síkfödémje egyedülálló népi motívumokkal ékesített, a régióban páratlan.
2006-ban PPP finanszírozási megoldással, állami támogatással korszerű sportcsarnokot emeltek a községben.
A helyi általános iskola Fekete László volt helyi tanító, néprajzkutató nevét viseli.